# Sveti Bartolomej (otok)
Sveti Bartolomej (Saint Barthélemy,  Saint-Barth ili St. Bart's kod anglofonih) je otok u Malim Antilima. Otok pripada prekomorskim departmanima Francuske. Od srpnja 2007. otok ima status prekomorskog kolektiviteta (collectivité d'outre-mer).
Sveti Bartolomej je površine 21 km² i s 8.255 stanovnika. Gustoća naseljenosti je 280 stanovnika po km². Stanovništvo je uglavnom normandijskog, bretanjskog i švedskog podrijetla. Stanovnici sebe nazivaju Saint-Barths.
Otok je do 1. siječnja 2012. bio dio Europske unije i euro je platežno sredstvo. Glavna gospodarska aktivnost je luksuzni turizam. 
Vrhovna internetska domena kojom se služi je domena Guadeloupea .gp i Francuske .fr.

## Povijest
Otok je 1493. otkrio Kristofor Kolumbo na svom dvanaestom putovanju 1493. i nazvao ga po imenu svoga brata. Pravo karipsko ime otoka bilo je Ouanalao koje su mu dali Indijanci Arawaci, a znači pelikan. Francuski doseljenici su se 1648. naselili na otok. 
Luj XVI., kralj Francuske je 1785. predao otok Šveđanima u zamjenu za trgovinska prava u Göteborgu. Glavni grad otoka Gustavia dobio je ime po švedskom kralju Gustavu III. Grad je napredovao kao trgovačka luka, dok nije uništen u požaru 1852.
Dana 10. kolovoza 1877. Francuska je otkupila otok za 80.000 franaka. 

#### Guverneri (1784. – 1878.)
| Ime i prezime                                                | Razdoblje     |
| ------------------------------------------------------------ | ------------- |
| Salomon Maurits von Rajalin (1757. – 1825.)                  | 1785. – 1787. |
| Pehr Herman Aurivillius Rosén von Rosenstein (1763. – 1799.) | 1787. – 1790. |
| Carl Frederik Bagge af Söderby (1750. – 1828.)               | 1790. – 1795. |
| Georg Henrik Johan af Trolle (1763. – 1824.)                 | 1795. – 1800. |
| Hans Henrik Anckarheim (1748. – 1814.)                       | 1800. – 1812. |
| Bernd Robert Gustaf Stackelberg (1784. – 1845.)              | 1812. – 1816. |

| Ime i prezime                                              | Razdoblje     |
| ---------------------------------------------------------- | ------------- |
| Johan Samuel Rosensvärd (1782. – 1818.)                    | 1816. – 1818. |
| Johan Norderling (1760. – 1828.)                           | 1819. – 1826. |
| James Haarlef Haasum (1791. – 1871.) & Lars Gustaf Morsing | 1826. – 1860. |
| Fredrick Carl Ulrich (1808. – 1868.)                       | 1860. – 1868. |
| Bror Ludvig Ulrich (1818. – 1887.)                         | 1868. – 1878. |

## Gospodarstvo
Uzgoj tropskog voća, šećerne trske, duhana, kakaovca i pamuka. Turizam.

## Naselja
| |
| 1. Colombier 2. Flamands 3. Terre Neuve 4. Grande Vigie 5. Corossol 6. Merlette 7. La Grande Montagne 8. Anse des Lézards 9. Anse des Cayes 10. Le Palidor 11. Public 12. Col de la Tourmente 13. Quartier du Roi 14. Le Château 15. Aéroport 16. Saint-Jean 17. Gustavia 18. La Pointe 19. Lurin 20. Carénage 21. Morne Criquet 22. Morne de Dépoudré 23. Gouverneur 24. Anse du Gouverneur 25. Morne Rouge 26. Grande Saline 27. Petite Saline 28. Lorient 29. Barrière des Quatre Vents 30. Camaruche 31. Grand Fond 32. Toiny 33. Devet 34. Vitet 35. Grand Cul-de-Sac 36. Pointe Milou 37. Mont Jean 38. Marigot 39. Anse de Grand Cul-de-Sac 40. Petit Cul-de-Sac |

## Vanjske poveznice
- Saint-Barthélemy on line